# La Liberté de parole
 (13 novembre 2019).
Le contenu est difficilement compréhensible vu les erreurs de traduction, qui sont peut-être dues à l'utilisation d'un logiciel de traduction automatique.
La Liberté de parole (Freedom of Speech) est un tableau peint en 1942-1943 par Norman Rockwell. Il est le premier d'une série de quatre tableaux de Rockwell inspirés du discours sur l'état de l'Union du président des États-Unis Franklin Delano Roosevelt qu'il a prononcé le 6 janvier 1941. La série de tableaux est connue sous le titre collectif Les Quatre Libertés.
La Liberté de parole est publiée dans le numéro du 20 février 1943 du The Saturday Evening Post avec un essai correspondant de Booth Tarkington dans le cadre de la série des Quatre Libertés. Elle est conservée au musée Norman Rockwell à Stockbridge, dans le Massachusetts.

## Contexte
La Liberté de parole est le premier tableau d'une série de quatre peintures à l'huile intitulées Les Quatre Libertés et peintes par Norman Rockwell. Les œuvres sont inspirées par le Discours sur l'état de l'Union du président des États-Unis Franklin Delano Roosevelt connu sous le nom de « Quatre libertés », prononcé devant le 77e Congrès des États-Unis le 6 janvier 1941.
Parmi les quatre libertés, les deux seules décrites dans la Constitution des États-Unis sont celles sur la liberté de parole et la liberté de culte, plus précisément dans le Ier amendement. Les deux dernières, le droit à la sécurité économique et une vision internationaliste de la politique étrangère, sont devenues les pivots de la doctrine libérale américaine moderne. Le thème des quatre libertés est finalement intégré à la Charte de l'Atlantique, — une déclaration faite conjointement par Roosevelt et le Premier ministre du Royaume-Uni Winston Churchill le 14 août 1941 — et est devenu partie intégrante de la Charte des Nations unies. Il a ensuite été repris dans le préambule de la Déclaration universelle des droits de l'homme adoptée le 10 décembre 1948 par l'Organisation des Nations unies, sous l'inspiration de la Première dame des États-Unis Eleanor Roosevelt qui, après la mort de son mari, s'est impliquée à l'ONU et dans la rédaction de cette déclaration. Enfin, ce thème a également inspiré un drapeau qui a représenté l'ONU de manière non officielle à ses débuts, avant l'adoption du drapeau officiel. À l'époque, les quatre libertés sont représentées par quatre bandes verticales de couleur rouge, verte ou bleue, séparées par des bandes blanches.
La série de peintures parait dans le magazine The Saturday Evening Post, accompagnée d'essais d'écrivains renommés pendant quatre semaines consécutives : La Liberté de parole (20 février), La Liberté de culte (27 février), À l'Abri du besoin (6 mars) et À l'Abri de la peur (13 mars). Finalement, la série est largement diffusée sous forme d'affiche et joue un rôle déterminant dans la campagne d'obligations de guerre du gouvernement fédéral des États-Unis.

## Description
La Liberté de parole décrit une scène d'une réunion locale dans laquelle Jim Edgerton, seul opposé au projet annoncé par le président de la ville en matière de construction d'une nouvelle école, s'est vu accorder la parole sous la forme d'un protocole. La vieille école avait brûlé.
Une fois qu'il envisage cette scène pour représenter la liberté d'expression, Rockwell décide d'utiliser ses voisins du Vermont comme modèles pour la série des Quatre Libertés. L'homme, col bleu, qui s'exprime porte une chemise bleue à carreaux et une veste en daim. Il a les mains sales et le teint plus sombre que les autres personnes présentes autour de lui. Les autres participants qui lèvent la tête en sa direction pour l'écouter portent des chemises blanches, des cravates et des vestes. Bien que l'un des hommes porte une alliance, l'homme qui s'exprime n'en porte pas. Les mains jeunes et professionnelles d'Edgerton font contraste avec sa veste usée et tachée, tandis que les autres participants semblent eux être plus âgés et habillés plus proprement et formellement. Il est dépeint « debout, la bouche ouverte, les yeux brillants […], [citant] ses pensées, sans entraves et sans peur ».
Edgerton est représenté d'une manière qui ressemble au 16e président des États-Unis Abraham Lincoln. Selon Bruce Cole du Wall Street Journal, le personnage le plus proche du tableau révèle que le sujet de la réunion est « une discussion sur le rapport annuel de la ville ». Selon John Updike, l'œuvre est peinte sans aucun travail préparatoire au pinceau. Selon Robert Scholes (en), l'œuvre montre les membres de l'auditoire avec une attention soutenue et une sorte d'admiration de ce seul orateur.

## Production
Le travail final de Rockwell est le résultat de quatre tentatives et a duré deux mois,. Selon Scholes, le sujet ressemble à un personnage de Gary Cooper ou de James Stewart dans un film de Frank Capra. Chaque version décrit l'homme en tenue décontractée debout lors d'une réunion de ville, mais chacune sous un angle différent. Les versions précédentes sont troublées par la distraction de plusieurs personnages et par le placement et la perspective inappropriés du sujet pour que le message soit clair. Carl Hess, un voisin de Rockwell d'Arlington, sert de modèle au jeune ouvrier courageux, et un autre voisin, Jim Martin, qui apparaît dans chacune des peintures de la série, est présent.
C'est l'assistant de Rockwell, Gene Pelham, qui suggère Hess. Ce dernier tient une station-service en ville et dont les enfants vont à l'école avec les enfants de Rockwell. Selon Pelham, Hess a « une tête noble ». Parmi les autres personnes figurent Henry, le père de Hess (oreille gauche uniquement), Jim Martin (coin inférieur droit), Harry Brown (à droite, le haut de la tête et des yeux), Robert Benedict, Sr. et Rose Hoyt à gauche. Le propre œil de Rockwell est également visible le long du bord gauche. Hess est marié à l'époque et Henry Hess est un immigrant allemand. Pelham est le propriétaire de la veste en daim. Hess pose pour Rockwell huit fois pour ce travail et tous les autres modèles posent pour Rockwell individuellement.
Au début du projet, le tableau est dans un angle qui montre Hess entouré d'autres personnes assises. Hess estime que la représentation a un aspect plus naturel, mais Rockwell estime qu'elle est « trop diverse, [allant] dans tous les sens et […] installée nulle part ou ne [disant] rien ». Il estime qu'un angle depuis le niveau du banc est plus dramatique. Rockwell explique à Yates du magazine Saturday Evening Post qu'il a dû commencer La Liberté de parole complètement après une première tentative parce qu'il l'avait trop travaillée. Deux fois, il a presque terminé le travail, mais il a l'impression qu'il manque quelque chose. Finalement, il est capable de produire la version finale avec l'orateur comme sujet plutôt que l'assemblée. Pour l'essai d'accompagnement, l'éditeur du Saturday Evening Post, Ben Hibbs, choisi le romancier et dramaturge Booth Tarkington, double lauréat du prix Pulitzer du roman en 1919 pour La Splendeur des Amberson et en 1922 pour Alice Adams (en).
Les personnes qui achètent des obligations de guerre américaines au cours de la Seconde Guerre mondiale reçoivent une série de reproductions en couleurs des Quatre Libertés dotées d'une jaquette commémorative montrant cette œuvre.
Rockwell a estimé que ce tableau et celui sur la liberté de culte étaient les plus réussis de l'ensemble.

## Essai
L'essai d'accompagnement de Booth Tarkington paru dans l'édition du 20 février 1943 du Saturday Evening Post est en réalité une fable ou une parabole dans laquelle le jeune Adolf Hitler et le jeune Benito Mussolini se rencontrent dans les Alpes en 1912. Au cours de cette réunion fictive, les deux hommes décrivent des plans pour assurer la dictature dans leurs pays respectifs par la suppression de la liberté d'expression.

## Accueil critique

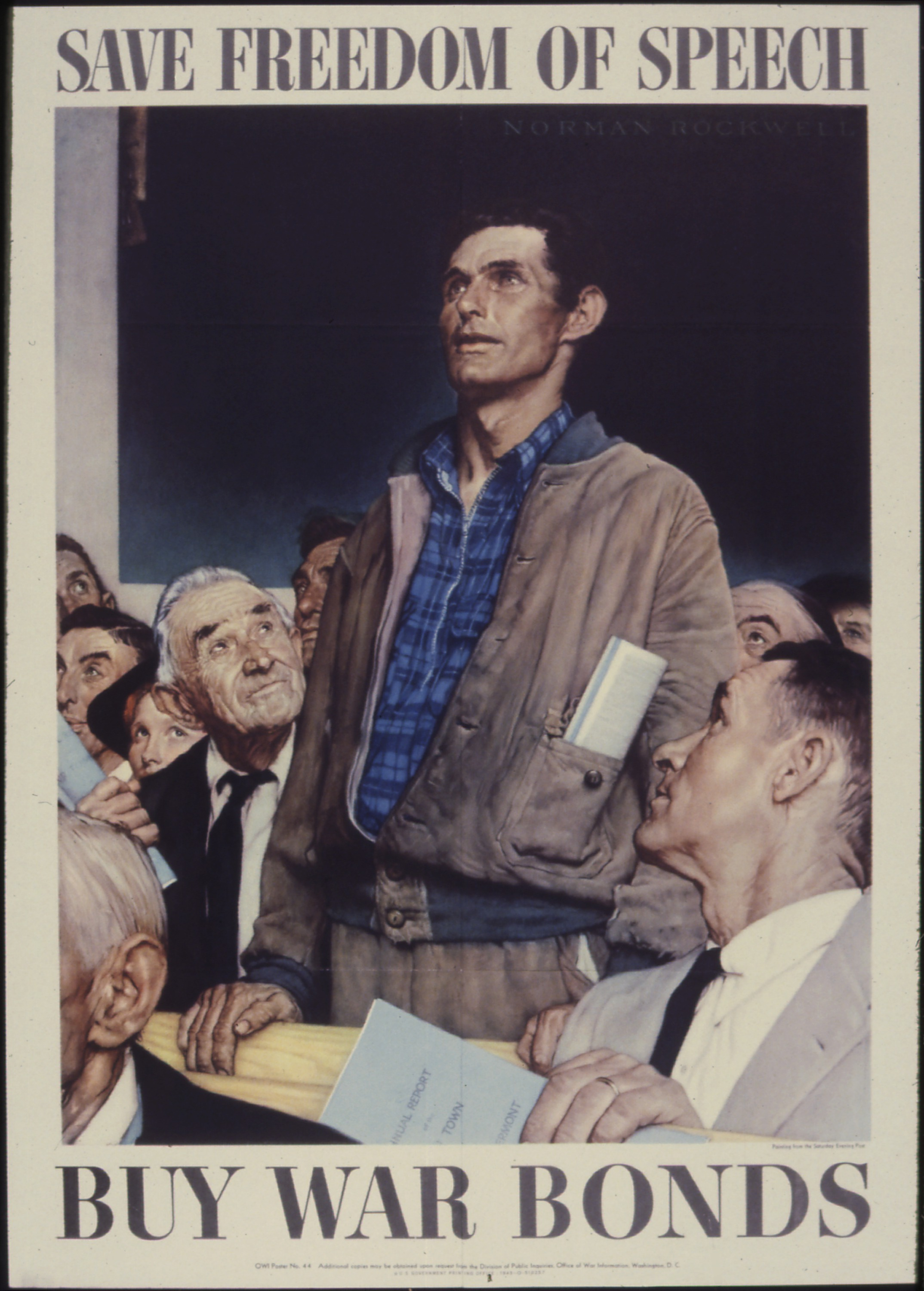
La Liberté de parole utilisée pour promouvoir la souscriptions d'obligations de guerre.

Le tableau est loué pour sa focalisation et la place libre devant l'orateur est perçue comme une invitation au spectateur. Le tableau noir en fond aide le sujet à se démarquer mais dissimule presque la signature de Rockwell. Selon Deborah Solomon, l'œuvre « confère à l'orateur une hauteur menaçante et oblige ses voisins à l'admirer littéralement ». L'orateur représente un col bleu, célibataire, susceptible de constituer une menace pour les coutumes sociales qui se voit cependant accorder tout le respect du public. Certains s'interrogent sur l'authenticité des cols blancs, jugé trop attentifs. Le manque de personnages féminins sur l'œuvre ne donne pas à cette assemblée une sensation de réunion de ville ouverte.
Laura Claridge (en) déclare : « l'idéal américain que la peinture est censée encapsuler […] [est représenté] brillamment [dans celle-ci] […] pour ceux qui ont canonisé cette œuvre parmi les grands tableaux de Rockwell. Pour ceux qui trouvent la pièce moins réussie, le désir de Rockwell de donner une forme concrète à un idéal produit un résultat [compliqué]. Pour de tels critiques, les personnes qui regardent l'orateur ont des étoiles dans les yeux, leur posture véhiculant le culte de la célébrité, et non une pièce remplie de dissidence respectueuse ».
Cole décrit cette liberté comme un sujet « actif et public » que Rockwell formule grâce à « sa plus grande peinture forgeant l'illustration américaine traditionnelle en une œuvre d'art puissante et durable ». Il note que Rockwell utilise « une composition pyramidale classique » pour souligner la figure centrale, un orateur debout dont l'apparence est juxtaposée au reste de l'audience qui la défend en participant à la démocratie. Cole décrit la figure de Rockwell comme « l'incarnation même de la liberté d'expression, une manifestation vivante de ce droit abstrait — une image qui transforme le principe, la peinture et, bien sûr, la croyance, en une image indélébile et une icône américaine brillante et aimée, capable d'inspirer des millions de personnes dans le monde ». Il note que l'utilisation d'une assemblée publique municipale en Nouvelle-Angleterre intègre la « longue tradition de débat public démocratique » dans les travaux, tandis que le fond noir et le banc représentant représentent l'église et l'école, qui sont « deux piliers de la vie américaine ».
Hibbs dit à propos de La Liberté de parole et La Liberté de culte : « Pour moi, ce sont de grands documents humains sous forme de peinture et de toile. Je pense qu'un tableau magnifique bouge et inspire des millions de personnes. Les Quatre Libertés ont agi de la sorte ». Westbrook note que Rockwell présente une « dissidence individuelle » qui agit pour « protéger la conscience privée de l'État ». Un autre auteur décrit le thème de l'œuvre comme « la civilité », un thème du passé.

## Crédit
- (en) Cet article est partiellement ou en totalité issu de l’article de Wikipédia en anglais intitulé « Freedom of Speech (painting) » (voir la liste des auteurs).